# Палеоген
Палеоген и неоген по старој класификацији имају заједнички назив терцијар. Иако терцијар више није признат као формални стратиграфски појам, употреба речи терцијар је и даље широко распрострањена у научној литератури и користи се у неформалној употреби. Палеоген је најзначајнији по томе што су се сисари из релативно малих, једноставних облика диверзификовали у велику групу разноликих животиња, након масовног изумирања креда−палеоген који је окончао претходну периоду креду. Период палеогена карактерише још увек мали број савремених организама чији се проценат креће од 5% у палеоцену до 20% у олигоцену. Палеоген је доба Нумулита, када протозое, ситни организми нарастају у крупне организме који достижу пречник и до 15 цм. У палеогену копно настањују нижи сисари месождери. Започињу главне фазе Алпске орогенезе, а крајем палеогена образују се главни венци Алпа, Динарида, Карпатско-Балканских планина. Палеоген је подељен на три епохе: палеоцен, еоцен и олигоцен.

## Подела
Палеоген се обично дели на три епохе: палеоцен, еоцен и олигоцен. Епохе се даље деле на векове.
| Периода  | Епоха     | Век   | Почетак (Ma) | Крај (Ma) |
| -------- | --------- | ----- | ------------ | --------- |
| Палеоген |           |       |              |           |
| Олигоцен | Хатиј     | 27,82 | 23,03        |           |
| Олигоцен | Рупелиј   | 33,9  | 27,82        |           |
| Еоцен    | Приабониј | 37,71 | 33,9         |           |
| Еоцен    | Бартониј  | 41,2  | 37,71        |           |
| Еоцен    | Лутетиј   | 47,8  | 41,2         |           |
| Еоцен    | Ипресиј   | 56,0  | 47,8         |           |
| Палеоцен | Танетиј   | 59,2  | 56           |           |
| Палеоцен | Селандиј  | 61,6  | 59,2         |           |
| Палеоцен | Даниј     | 66,0  | 61,6         |           |